# Forandringen (-r)
|  | Denne artikel er oprettet af botten Steenthbot ud fra en ekstern database. Den kan derfor have sproglige fejl eller mangler. Denne skabelon kan fjernes efter kontrol af indholdet. |

Forandringen (-r) er en dansk filmskolefilm fra 1973 instrueret af Krass Clement.

## Medvirkende
- John Hahn-Petersen
- Pouel Kern
- Kurt Ravn
- Elin Reimer
- Søren Rode